# Созімський
Со́зімський (рос. Созимский) — селище у складі Верхньокамського району Кіровської області, Росія. Адміністративний центр Созімського сільського поселення.
Населення становить 1506 осіб (2010, 2030 у 2002).

## Історія
Селище було засноване 1938 року при будівництві Кайського целюлозного заводу, який почав працювати 1939 року. Тоді ж була збудована і школа. Для розбудови селища сюди були направлені депортовані поволзькі німці. 1954 року селище отримало статус селища міського типу. В кінці 1950-их років у селищі створено ліспромгосп, 1962 року збудовано ще одну школу. 2002 року завод був закритий, 2005 року селище втратило статус міського поселення.